# Lil Supa
Marlon Luis Morales Santana (Caracas, 8 de agosto de 1985) conocido por su nombre artístico Lil Supa, es un rapero y compositor venezolano. En 2023, fue colocado en el puesto número 17 como uno de los «50 grandes raperos en la historia del rap en español» por la revista estadounidense Rolling Stone. Durante su carrera ha usado varios pseudónimos.

## Biografía
Morales nació en Caracas y vivió en Maracay, donde formó su primer grupo musical, Supremacy.
En 2009 realizó conciertos en Colombia con el proyecto Madzilla. Colaboró en el álbum Vida (2010) de Canserbero y cuatro años después en el álbum Original Combination (2014) del rapero Apache.
En 2017 publicó su álbum Serio, que le dio consagración y que promocionó en su tercera gira por Europa, realizando un show en el Festival Hip Hop Al Parque de Colombia.
En 2020 estrenó NEON, grabado en Caracas desde su celular y producido por Drama Theme, Oldtape, Sanabria, Nico JP y Kpu. Ese año también publicó el álbum Funky Fresco con Akapellah y colaboró en el álbum Apache de Apache. 
En 2023 escribió la canción original de la selección venezolana de fútbol, La Vinotinto, «Nunca menos», junto con Akapellah.
En enero de 2024 fue rankeado por Rolling Stone en el lugar 17 como uno de los 50 raperos más grandes en español. Tras esto, inició en Colombia su Otra Vez Tour, donde realizó presentaciones en España, Chile, Argentina y Colombia. Fue nominado a los premios Latin Grammy en la categoría Mejor Canción de Rap/Hip Hop con «La sabia escuela» en 2024.

## Discografía
- Supremacy HipHop Clan: Simplemente Underground (2003) con Dann Niggaz
- BAS.Y.CO: Base y Contenido (2006) con BAS.Y.CO
- Vida Bandida: ill Mixtape Venezuela (2007/2008) con BAS.Y.CO
- CanZoo: Indigos (2008) con Canserbero
- MadZiLLa: Uanteik Mixtape (2009) con DJ MadPee
- SenciLLo (2011)
- Supremacy HipHop Clan: Da' HipHopaddictz (2011) con Dann Niggaz
- MadZiLLa: Uanteik "Como en los 90'S", Vol.2 (2011) con DJ MadPee y Ray One
- Claro-EP (2012)
- Serio (2017)
- HECATOMBE (2018) con La Maldita Infamia
- ERA (2019) con Ray One
- Wiz (2019) con N-Wise Allah
- AMVISION-EP (2020) con Willie DeVille
- NEØN (2020)
- Funky Fresco (2020) con Akapellah
- Oceánica-EP (2020) con Elio Toffana y Dano Ziontifik
- C.R.A.C.K (2021) con Jonas Sanche
- Ritual the Mixtape (2021) con NastyKillah y Rial Guanwankó
- EL BLOKE (2021) con Doktor Rheal
- YEYO (2022)
- ÑAPA (2022)
- METAL (2023) con 3m5 Y Nichess One
- "REC A LIL" (2024) con Recognize Ali
- METAL II (2024) con 3m5 y Nichess One
- Supremacy HipHop Clan: ÍCONOS (2024) con Dann Niggaz